# Belial

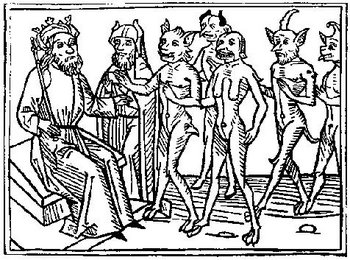
Incisione che rappresenta Belial e alcuni suoi seguaci

Belial, detto il "malvagio" (o anche Devy, Barons,'Belhor, Baalial, Beliar, Beliall, Beliel; dall'ebraico בליעל bəliyyáʻal, "senza valore", "niente di buono", o anche beli ya'al = "per non rialzarsi mai", o ancora baal 'ia'l, "falso dio", "idolo" o "dio superbo", "arrogante") è una potente figura mitologica demoniaca dell'Antico Testamento e, in genere, di tutta la antica tradizione giudaica. Tale entità rappresenta il diavolo stesso, Samael, l'avversario per antonomasia, ben meglio identificato con l'immagine del serpente, che tentò Eva, esattamente come avviene per la figura mitologica demoniaca di Asmodeo; sembra che fosse adorato dai Sidonii, e fu anche il 68° spirito nel testo della Piccola Chiave di Salomone. Nella tradizione mitologica ebraica non è esattamente un nome proprio, bensì un nome comune, il cui significato sarebbe colui che è privo di valori. 
 La citazione è tradotta da uno dei rotoli del Mar Morto dove viene anche citato nuovamente in un racconto di un sogno di Amram padre di Mosè, e in un altro rotolo titolato La guerra dei figli della luce e dell'oscurità.

In un testo apocrifo dell'Antico Testamento, chiamato l'Ascensione di Isaia, il suo nome riappare: 
 dove Matanbuchus, o Mechembuchus potrebbe essere un secondo nome di radice semitica, forse matan buch'us = offerta a Buch'us, da mitologia ittita. 

Nel Testamento dei Dodici Patriarchi appare soprattutto nelle storie delle tribù di Simeone e Levi. Il suo nome, in definitiva dio del nulla di buono, fu applicato a molti comportamenti malvagi nell'Antico Testamento, dalla lussuria di Beniamino per Gabaa, ai figli di Elia, dall'insolenza di Nabal, ai nemici del Re Davide, quindi ai malvagi consiglieri del Re Roboamo, etc.
Nel Nuovo Testamento questo nome appare in 2 Corinzi 6:15: "E quale accordo fra Cristo e Beliar? O quale relazione c'è tra il fedele e l'infedele?".
Un inquisitore francese del XVI secolo, Sebastian Michaelis, lo definì un angelo ribelle come Lucifero, signore dell'arroganza e della superbia. Nella Vulgata invece è il nome del torrente della morte, oppure viene definito il padre, il capo degli uomini empi, Belial.

## Nella letteratura
- John Milton, nel Paradiso perduto, distingue Belial da Satana, dipingendolo come il demone dell'impurità.
- Nel Liber Belial de consolatione peccatorum di Giacomo Paladini da Teramo del 1382, che ha per soggetto un processo intentato dal diavolo a Gesù, Belial è l'avvocato di Satana.
- Pare che Belial, cacciato dal Paradiso insieme a Lucifero, in origine appartenesse per metà all'ordine delle virtù e metà all'ordine degli angeli. Nelle gerarchie demonologiche medievali, Belial fu definito Re dell'inferno al comando di ottanta legioni nonché considerato il demonio della sodomia.
- In Moby Dick, nel capitolo Xviiu, il proprietario Bildad della nave Pequod esorta il selvaggio Quiqueg, appena salito sulla nave, a non restare schiavo di Belial ma di abbracciare la fede.
- Nel racconto "the hound" di Lovecraft, il protagonista scrive di come la morte sia distillata dalla notte "sulle rovine oscure dei templi di Belial, sepolti dal profondo dei secoli..."
- Nel racconto "old Bugs" di Lovecraft viene brevemente citato il suo nome citando John Milton " I figli di Belial, gonfi di vino e d'insolenza"
- Nel romanzo di fantascienza "Divina invasione" di Philip K. Dick, i protagonisti aiuteranno il dio Yah a tornare sulla Terra per sconfiggere Belial, lo spirito maligno che vi regna sovrano.

## Citazioni dai libri
- Ne Le ali del drago caduto di Solomon Troy Cassini si fa riferimento a Belial come il dio delle tenebre a capo dell'esercito dei draghi neri alle sue colonne.
- Viene citato nel romanzo di Jordi Llobregat "Il segreto dell'anatomista" al sessantanovesimo capitolo quando la medium Madame Palatino rievoca lo spirito maligno ritenuto colpevole degli omicidi nella Barceloneta durante la seduta spiritica al teatro Lírico.
- Viene citato dal filosofo tedesco Max Stirner nel suo saggio "L'Unico e la sua proprietà". La citazione è la seguente, ad uso allegorico "Come può Dio accordarsi con Belial?"
- Viene citato da H.P.Lovecraft nel racconto "I cari estinti", a proposito delle emozioni suscitate dal corteo funebre del nonno al protagonista del racconto "Era come se avessi trangugiato profonde sorsate di un elisir esotico, un filtro infernale preparato con formule blasfeme tratte dagli archivi di Belial".
- Viene citato più volte da Philip K. Dick nel romanzo: “Divina Invasione”, scritto nel 1981 e volume 2 della “Trilogia di Valis” l’ultima opera dell’autore statunitense di fantascienza.

## In altri media
- Nel gioco di ruolo Dungeons & Dragons, Belial è uno dei sovrani dei Nove Inferi di Baator, il piano esterno dove dimorano i diavoli, e in particolare governa assieme alla figlia Fierna il quarto strato, Flegesto.
- Belial appare più volte nella serie di videogiochi Shin Megami Tensei.
- Nel film[2] Dylan Dog appare come nemico finale.
- Nel videogioco Diablo III, Belial è il Signore della Menzogna, uno dei nemici principali.
- Belial è il protagonista del videogioco Painkiller: Overdose, è uno dei due personaggi giocabili in Painkiller: Resurrection e appare in Painkiller: Hell & Damnation.
- Nella serie animata GeGeGe no Kitarō, appare come personaggio antagonista della puntata 32 – Il rancore centenario del demone Belial.
- Nella serie TV di Shadowhunters, Belial è il padre di Lorenzo, sommo stregone di Brooklyn.
- Nella serie letteraria di Shadowhunters: The Last Hours, Belial viene rivelato essere il padre di Tessa Gray, quindi nonno di James e Lucie Herondale.
- Nel film Basket Case (1982), di Frank Henenlotter, Belial è il nome del mostruoso gemello siamese del protagonista, sprovvisto di addome e arti inferiori. Separato dal fratello umano per volere del padre e abbandonato a morire, il film narra della missione di vendetta dei due contro i responsabili dell'operazione.
- Nella light novel High School DxD, Diehauser Belial è un demone purosangue, campione dei Rating Game, scontri tra demoni e i loro servitori che fungono da intrattenimento principale degli Inferi.
- Nel manga Magi: The Labyrinth of Magic, Belial è il nome del secondo Djinn del principe imperiale Hakuryuu Ren.
- Nel manga “Beyblade dynamite Battle”, Belial è il beyblade utilizzato dal protagonista